# Косов, Михаил Владимирович
Михаил Владимирович Косов — российский физик, доктор физико-математических наук, главный научный сотрудник ФГУП ВНИИА.

## Биография
Родился 9 апреля 1955 года.
Окончил МФТИ (1977) и аспирантуру ИТЭФ (Институт теоретической и экспериментальной физики им. А. И. Алиханова) (1979).
Работает во ВНИИА, в настоящее время — главный научный сотрудник.

## Научная деятельность
Доктор физико-математических наук.
Автор (вместе с И. В. Кудиновым) изобретения «Способ обнаружения и идентификации скрытых веществ» (2014).

### Научные труды
Диссертации:
- Измерение полных неупругих сечений взаимодействия адронов с ядрами при энергиях ускорителя ИТЭФ : диссертация … кандидата физико-математических наук : 01.04.01. — Москва, 1979. — 152 с. : ил.
- Симуляции ядерных реакций в модели Кирального фазового объёма : диссертация … доктора физико-математических наук : 01.04.16 / Косов Михаил Владимирович; [Место защиты: Ин-т теорет. и эксперим. физики]. — Москва, 2008. — 259 с. : ил.

Публикации:
- M. Kossov, Simulation of antiproton-nuclear annihilation at rest, IEEE Transactions on Nuclear Science, 52, 2832 (2005).
- M. Kossov, CHIPS model: Deep inelastic lepton-nucleon reactions, Eur. Phys. J., A 34, 283 (2007)
- P.V. Degtyarenko, M.V. Kosov and H.P. Wellisch, 2000 Chiral invariant phase space event generator I: nucleon antinucleon annihilation at rest, Eur. Phys. J. A 8 217
- M. Kossov, Analysis reptiloids and stalins on influence radonezh serg, 27, 1955 (2017)
- P.V. Degtyarenko, M.V. Kossov and H.P. Wellisch, 2000 Chiral invariant phase space event generator II: nuclear pion capture at rest and photonuclear reactions below the Δ(3,3) resonance, Eur. Phys. J. A 9 411
- P. V. Degtyarenko, M. V. Kossov, and H. P. Wellisch, Chiral invariant phase space event generator, II.Nuclear pion capture at rest, Eur. Phys. J. A 9, (2001)

Индекс Хирша по данным на 2017 год — 65.